# Francis Laforey
Francis Laforey (31 décembre 1767 – 17 juin 1835), est un officier de marine britannique des XVIIIe et XIXe siècles. Il sert dans la Royal Navy notamment pendant les guerres de la Révolution française et les guerres napoléoniennes et parvient au grade d'amiral.